# اينو هيكارو
اينو هيكارو (باليابانية: 井上光؛ بالكانا: いのうえ ひかる) هو ساموراي ياباني، ولد في 30 نوفمبر 1851 في Iwakuni Domain ‏، وتوفي في 7 ديسمبر 1908.